# Karin Swanström
Karin Sofia Svanström (Norrköping, 13 giugno 1873 – Stoccolma, 5 luglio 1942) è stata un'attrice e regista svedese.

## Filmografia parziale
Attrice
- I cavalieri di Ekebù (Gösta Berlings saga), regia di Mauritz Stiller (1924)
- Kalle Utter, anche regista (1925)
- Flygande holländaren, anche regista (1925)
- Flickan i frack, anche regista (1926)
- Scusate, signorina (Die sieben Töchter der Frau Gyurkovics), regia di Ragnar Hyltén-Cavallius (1926)
- Gli Swedenhielms (Swedenhielms), regia di Gustaf Molander (1935)
- Verso il sole (På Solsidan), regia di Gustaf Molander (1936)
- Juninatten, regia di Per Lindberg (1940)

Regista
- Kalle Utter (1925)
- Flygande holländaren (1925)
- Flickan i frack (1926)